# Azteca angusticeps
Azteca angusticeps este o specie de furnică din genul  Azteca. Descrisă de Carlo Emery în 1893, specia este larg răspândită în America de Nord și America de Sud.